# Окороков, Александр Васильевич
Алекса́ндр Васи́льевич О́короков (род. 22 апреля 1958, Свердловск) — российский  архитектор, археолог, историк; доктор исторических наук. Заслуженный работник культуры Российской Федерации (2020).

## Биография
Родился в семье военнослужащего.

### Образование
Окончил архитектурный факультет ГУЗ, Институт повышения квалификации архитекторов при Московском отделении Союза архитекторов, водолазную школу при ЦМК ВМФ. В 1991 году прошёл стажировку по подводной археологии в Нидерландах.

### Работа
- «Мособлстройреставрация», около 10 лет по профессии архитектор.
- Научно-исследовательский институт культуры — начальник отряда комплексных подводных исследований Морской Арктической комплексной экспедиции.
- Российский институт культурологии — с июля 2013 года и до ликвидации последнего 23 января 2014 года[4], Александр Васильевич являлся исполняющим обязанности директора (вместо  доктора искусствоведения Кирилла Разлогова[5]).
- Российский научно-исследовательский институт культурного и природного наследия имени Д. С. Лихачёва — с января 2014 года первый заместитель директора института.

### Наука
- 1993 — защитил кандидатскую диссертацию по теме: «История изучения и охраны отечественного подводного культурного наследия».
- 2001 — докторская диссертация по теме: «Антисоветские воинские формирования в годы Второй мировой войны» в Военном университете.

## Труды
- «Публикации ведущих сотрудников Российского института культурологии»: библиографический указатель — М., 2007. — С. 56-65[6] Окороков Александр Васильевич, список публикаций.

- Окороков А. В. Затонувшие корабли. Затопленные города. — М.: Евразия+, 1996. — 120 с. — ISBN 5-88528-110-6.
- Окороков А. В. Антисоветские воинские формирования в годы Второй Мировой войны. М.: Военный университет, 2000. 174 с.
- Окороков А. В. Русская эмиграция 1920—1990: Справочник. — М., 2003.
- Окороков А. В. Русские добровольцы. — М.: Авуар консалтинг, 2004. — 448 с. — (Неизвестные войны XIX–XX веков). — 1000 экз. — ISBN 5-902235-05-7.
- Окороков А. В. Особый фронт: Немецкая пропаганда на Восточном фронте в годы Второй мировой войны. — М.: Русский путь, 2007. — 288 с.
- Окороков А. В. История отечественной подводной археологии / Отв. ред. президент Конфедерации подводной деятельности России В. Г. Сташевский. — М.: Кнорус, 2008. — 160 с. — ISBN 978-5-390-00401-2. Архивировано 12 июня 2018 года.
- Окороков А. В. Секретные войны Советского Союза: Первая полная энциклопедия. — М.: Эксмо, Яуза, 2008. — 736 с. — (Войны XX века). — 4000 экз. — ISBN 978-5-699-27278-5.
- Окороков А. В. Военный календарь России. — М.: Эксмо, Яуза, 2009. — 768 с. — (Военная энциклопедия). — 4000 экз. — ISBN 978-5-699-32783-6.
- Окороков А. В. СССР в борьбе за мировое господство. — М.: Эксмо, Яуза, 2009. — 448 с. — (Секретные войны). — 4000 экз. — ISBN 978-5-699-37381-9.
- Окороков А. В. Сверхсекретные войны СССР: Первая полная энциклопедия. — М.: Эксмо, Яуза, 2010. — 736 с. — (Энциклопедия спецслужб).
- Музей подводной археологии в Бодруме // Предельная глубина. — 2011. — № 5.
- Деревянные якоря со свинцовыми штоками // Вопросы подводной археологии. 2011. М., 2011. С. 40-66.
- Речные артерии России // Музей. — 2011. — № 3. — С. 30-36.
- Окороков А. В. Сокровища на дне. — М.: Вече, 2011. — 320 с. — (Путешествие за тайной). — 3000 экз. — ISBN 978-5-9533-4867-6.
- Окороков А. В. СССР против США: Психологическая война. — М.: Вече, 2011. — 320, [16] с. — (Военные тайны XX века). — 3000 экз. — ISBN 978-5-9533-4749-5.
- Окороков А. В. Музеи и проблемы сохранения культурного наследия // Юридические и методические вопросы изучения и сохранения подводного культурного наследия: Сборник. — М.: Министерство культуры РФ — РИК, 2012. — С. 59-91.
- Окороков А. В., Рыбак К. Е., Черносвитов П. Ю. Подводное культурное наследие: правовые вопросы, их современное состояние и перспективы // Юридические и методические вопросы изучения и сохранения подводного культурного наследия: Сборник. — М.: Министерство культуры РФ — РИК, 2012. — С. 9-41.
- Окороков А. В. Тайные войны СССР: Советские военспецы в локальных конфликтах XX века. — М.: Вече, 2012. — 288, [16] с. — (Военный архив). — 2000 экз. — ISBN 978-5-9533-6089-0.
- Подводные парки и заповедники в современном мире // Вопросы культурологии. 2014. № 3. С. 12-21.
- Древнейшие средства передвижения по воде на территории России (по материалам археологических и этнографических исследований) Архивная копия от 12 июня 2018 на Wayback Machine // Журнал Института наследия. — 2016. — № 1(4).
- Окороков А. В. Забытые во Вьетнаме. — М.: Вече, 2016. — 272 с. — (Локальные войны России). — 1200 экз. — ISBN 978-5-4444-5042-0.
- Окороков А. В. Ока и окское судоходство. — М.: Вече, 2017. — 544 с. — 300 экз. — ISBN 978-5-4444-3214-3.
- Окороков А. В. Секретные войны СССР: Самая полная энциклопедия. — М.: Эксмо, Яуза, 2017. — 736 с. — (Запретные войны). — 1500 экз. — ISBN 978-5-699-92531-5.
- Окороков А. В. Советские военные специалисты в странах Азии и Ближнего Востока. — М.: Вече, 2017. — 368 с. — (Локальные войны России). — 1200 экз. — ISBN 978-5-4444-5662-0.
- Окороков А. В. Советский Союз и войны в Африке. — М.: Вече, 2018. — 320 с. — (Локальные войны России). — ISBN 978-5-4484-0211-1.
- Окороков А. В. Свод объектов подводного культурного наследия России. Ч. I. Черное и Азовское моря. М. Институт Наследия им. Д. С. Лихачева, 2016. 440 с.
- Окороков А. В. Свод объектов подводного культурного наследия России. Ч. II. Моря российской части Арктики и Дальнего Востока. М. Институт Наследия им. Д. С. Лихачева, 2018. 224, [24] с.

История судостроения:
- Речное и прибрежное судостроение Поморья XVIII-XIX вв. // Памятниковедение. Проблемы изучения историко-культурной среды Арктики. М., 1990. С. 353-360.
- Окороков А. В. Материалы по истории деревянного судостроения XVIII-XIX вв. (на основе археологических исследований) / АН СССР, М-во культуры РСФСР, НИИ культуры и др. — М.: НИИК, 1991. — 48 с.
- Окороков А. В. Древнейшие средства передвижения по воде. — Калининград, 1994. — 218 с.
- Дубровин Г. Е., Окороков А. В. и др. История северорусского судостроения / Г. Е. Дубровин, А. В. Окороков, В. Ф. Старков, П. Ю. Черносвитов; Институт археологии РАН, Российский институт культурологии. — СПб.: Алетейя, 2001. — 404 с. — ISBN 5-89329-414-9.
- Окороков А. В. и др. Культура русских поморов: Опыт системного исследования / Э. Л. Базарова, Н. В. Бицадзе, А. В. Окороков, Е. Н. Селезнева, П. Ю. Черносвитов. — М.: Научный мир, 2005. — 400 с. — 1000 экз. — ISBN 5-89176-282-X.
- Однодеревые и блочно-однодеревые суда // Исторический журнал: научные исследования. — М., 2012. — № 1 (7). — С. 27-40.
- Ока и окское судоходство в XVIII — конце XIX века // Исторический журнал: научные исследования. — М., 2012. — № 3 (9). — С. 85-106.
- Паровое судостроение и судоходство в бассейне реки Оки в XIX — начале XX века // Исторический журнал: научные исследования. — М., 2012. — № 6.

Фалеристика:
- Окороков А. В. Знаки русской эмиграции (1920—1990): Справочник-определитель. — М.: Collector's Book, 2005. — 176 с. — (Библиотека коллекционера). — ISBN 1-932525-31-9.
- Символика молодежных организаций русского зарубежья // Антиквариат. 2003. № 12. С. 136-142.
- Настольные медали русского зарубежья // Антиквариат. 2005. № 1-2. С. 134-138.
- «За Кавказ». Из истории современных наград // Нумизматика. 2008. № 17 (август). С. 44-47.
- Участнику локальных войн и вооруженных конфликтов // Нумизматика. 2009. № 4 (23). С. 54-57.

## Критика
Одна из книг Александра Окорокова «Фашизм и русская иммиграция (1920—1945)» была признана содержащей экстремистские материалы; библиотеки, сохранившие эту книгу, подвергались взысканиям, а их руководство — штрафам.